# Élections municipales espagnoles de 1995
Des élections municipales en Espagne  ont lieu le 28 mai 1995.